# オリンピア・マイダルキーニ

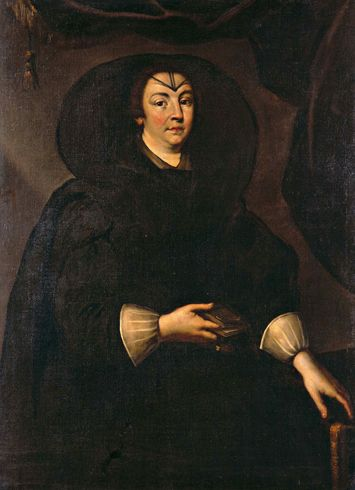
オリンピア・マイダルキーニ

オリンピア・マイダルキーニ（Oli(y)mpia Maidalchini、1594年5月26日 - 1657年9月27日）は、ローマ教皇インノケンティウス10世の義姉。ドンナ・オリンピア（Donna Olimpia）と呼ばれた。

## 生涯
オリンピア・マイダルキーニはヴィテルボで徴税請負人スフォルツァ・マイダルキーニの娘として生まれた。母ヴィットーリア・グアルテリオはオルヴィエートとローマの貴族家門の出で、その祖父セバスティアノ・グアルテリオはヴィテルボ司教であり、フランスおよびトリエント公会議への教皇特使をも務めた。オリンピアの生家は裕福とは言えなかったが、彼女は資産家の男性と2度の結婚をした。2番目の夫パンフィリオ・パンフィーリは枢機卿ジャンバッティスタ・パンフィーリの兄であった。ジャンバッティスタは1644年、教皇に選出された。
パンフィリオが死ぬと、オリンピアは義弟インノケンティウス10世に影響力をもつようになった。教皇はオリンピアの息子、甥、従弟を枢機卿（親族枢機卿）とした。それぞれカミッロ・フランチェスコ・マリア・パンフィーリ、フランチェスコ・マイダルキーニ、カミッロ・アスタッリである。1644年11月14日、インノケンティウス10世はカミッロ・パンフィーリを枢機卿、教会軍司令官、アヴィニョンへの教皇代理、教皇庁尚書院（Chancery of Apostolic Briefs）および裁判所（Segnatura di Giustizia）の長官に任じた。カミッロはジョヴァンニ・ジャコモ・パンチロッリ枢機卿とともに国務長官としての権力を事実上は分有していた。しかし1647年2月10日、カミッロはクレメンス8世の姪孫であるオリンピア・アルドブランディーニ（パオロ・ボルゲーゼの未亡人）と結婚するため枢機卿の地位を離れている。
インノケンティウス10世はカミッロ・パンフィーリが辞職した枢機卿のポストに、オリンピアの17歳の甥フランチェスコ・マイダルキーニをつけたが、フランチェスコは無能な若輩者であり、この人事は不評であった。教皇はさらにカミッロ・アスタッリを養子とし、1650年9月19日に枢機卿とし、パラッツォ・パンフィーリや様々な特権を与えた。しかしオリンピアはアスタッリを解任してローマから追い出し、「一族の絶対的な女主人」として振る舞うようになった。オリンピアの勢威は教皇がファビオ・キージをドイツから呼び戻し、1652年に枢機卿に任じて以降は衰えていった。キージは1655年に亡くなったインノケンティウス10世の後を継いで教皇アレクサンデル7世となった。
ドイツの歴史家ルートヴィヒ・フォン・パストルによれば、「パンフィーリ教皇の不幸は、このような地位（親族枢機卿）に見合う能力を持った親族が女1人しかいなかったことである」。
オリンピアの悪評は、1650年頃にアレッサンドロ・アルガルディに作らせた彼女自身の胸像が彼女に好意的な造形とはいえないことからも窺える。彼女はインノケンティウス10世の身辺を厳しく監視し、自分自身の経済的利益のために教皇を利用したことで悪名を高くした。1655年にインノケンティウス10世が死んだとき、オリンピアも彼女の家族の誰も教皇の葬儀費用を出さなかったため、教皇の執事が自費で主人を葬った。それどころかオリンピアは腐敗し始めた教皇の死体を隅に追いやり、3日間で教皇宮殿から財宝を運び出してしまったという。
一部の歴史家はインノケンティウス10世がオリンピアの「完全な支配下にあった」としている。こうした評価はローマの風刺詩人パスクイーノ、フランス（教皇はスペインに味方しフランスと敵対した）、そしてプロテスタントの主張と一致している。「カトリック百科事典」は、「正義の恋人」と呼ばれた「非の打ちどころのない」インノケンティウス10世にとって、オリンピアの存在は「大きな汚点」だったとしている。オリンピアは時にマードレ・パスカリーナ（ピウス12世の相談相手）や伝説的なヨハンナと同様、女教皇と呼ばれることもあった。さらにオリンピアがインノケンティウス10世の愛人だったとする史料も存在する。この説はグレゴリオ・レーティがグアルドゥスの偽名を使って書いた「Vita di Donna Olimpia Maidalchini」（1666年）にさかのぼり、同書はオリンピアが聖職売買に必要な空きポストを作るため、自分の薬剤師の手を借りて枢機卿数人を毒殺したとまで述べている。レオポルト・フォン・ランケはオリンピアが教皇の愛人ではなかったとしている。